# 타나카 켄
타나카 켄(Ken Tanaka, 1951년 3월 6일 ~ )은 일본의 배우, 가수이다.
지쿠고시에서 태어났다.

## 방송
- 시즈카 할머니에게 맡깁니다
- 돌팔매질 ~외무성 기밀비를 파헤친 수사2과의 남자들~
- 거대한 악은 잠들지 않아 특수검사의 역습
- 신가리 ~야마이치 증권 최후의 성전~
- 과수연의 여자 13

## 영화
- 신가리 ~야마이치 증권 최후의 성전~ (2015년)
- 과수연의 여자 12 (2013년)
- 과수연의 여자 11 (2011년)
- 새벽 거리에서 (2011년)
- 지지 않는 태양 (2009년)
- 20세기 소년 - 제2장: 마지막 희망 (2009년)
- 20세기 소년 (2008년)
- 신 과수연의 여자 5 (2004년)
- 양의 노래 (2002년)
- 야쿠자의 아내들: 복수 (2000년)
- 세기말의 시 (1998년)
- 망향 (1993년)
- 키네마 천지 (1986년)
- 고질라 17 - 고질라 1985 (1984년)
- 세키가하라 (1981년)
- 나의 아들! 나의 아들! (1979년)
- 불새 (1978년)
- 만가 (1976년) - 히사다 미키오 역
- 청춘의 문 (1975년)
- 산다칸 8번 창관 (1974년)
- 밤의 여인들 (1948년)